# Pseudopodisma
A Pseudopodisma a sáskafélék rendszertani családjának egyik neme. Az ide tartozó fajok Európában élnek, a Balkánon és a Kárpát-medencében.

## Fajok
A genusba 3 faj tartozik. Magyarországon a Nagy-hegyisáska képviseli.
1. Pseudopodisma fieberi (Scudder, 1897) - típusfaj
2. Pseudopodisma nagyi Galvagni & Fontana, 1996 - Nagy-hegyisáska
3. Pseudopodisma transilvanica Galvagni & Fontana, 1993